# La Gare de Perpignan
Pour la gare française du même nom, voir Gare de Perpignan.
La Gare de Perpignan, appelée aussi Pop, op, yes-yes, pompier, est une huile sur toile de Salvador Dalí, datant de 1965 et mesurant 296 × 406 cm. Exposée au Musée Ludwig à Cologne, elle est considérée comme une des œuvres représentatives du surréalisme.
Dans la chronologie des œuvres majeures de Dalí, La Gare de Perpignan s'intercale entre L'Apothéose du dollar (1965) et La Pêche aux thons (1966-1967).

## Contexte
Dans le Journal d'un génie, à la date du 19 septembre 1963, Dalí écrit : « C’est toujours à la gare de Perpignan, au moment où Gala fait enregistrer les tableaux qui nous suivent en train, que me viennent les idées les plus géniales de ma vie. Quelques kilomètres avant déjà, au Boulou, mon cerveau commence à se mettre en branle, mais l’arrivée à la gare de Perpignan est l’occasion d’une véritable éjaculation mentale qui atteint alors sa plus grande et sublime hauteur spéculative [...] Eh bien, ce 19 septembre, j'ai eu à la gare de Perpignan une espèce d'extase cosmogonique plus forte que les précédentes. J'ai eu une vision exacte de la constitution de l'univers. L'univers qui est l'une des choses les plus limitées qui existe serait, toutes proportions gardées, semblable par sa structure à la gare de Perpignan. »
Selon Robert Descharnes et Gilles Néret, Dalí affirma que le 17 novembre 1964 eut lieu le moment le plus rassurant de toute l'histoire de la peinture, lorsqu'il découvrit la possibilité de peindre à l'huile la véritable troisième dimension stéréoscopique.
Cette toile est l'une des dernières de la série de grandes toiles réalisée chaque année par le peintre après les années 1950. Il était alors en pleine période de mysticisme corpusculaire ; approche réalisant, selon Robert Descharnes et Gilles Néret, une synthèse de la physique nucléaire, du christianisme catholique romain et de la Renaissance. Les éléments en lévitation sont typiques de cette période de mysticisme corpusculaire. Les références catholiques y sont nombreuses, la plus évidente est l’auto-référence de Dalí à sa toile le Christ de saint Jean de la Croix.
À cette époque, la mort était au centre des préoccupations du peintre. Dalí utilise sa référence obsessionnelle à la toile de Millet, L'Angélus, qui s'inscrit dans l’imagerie chrétienne et qui est pour lui une référence constante à la mort ; il avait déclaré que, selon son interprétation, les deux personnages centraux prient sur la tombe de leur enfant.

## Description
Sur un fond dominé par des tons ocre s'inscrivent une série de figures.
Un grand Christ en croix, avec sa couronne d'épines, flotte au centre de la composition. Les traits sont flous, se distinguant difficilement du fond, le visage en particulier reste totalement invisible. Seule la plaie sanglante du flanc droit est peinte avec précision et réalisme. La lance de Longin vient de percer le flanc du Christ, il vient à peine de mourir. La figure du Christ est très présente dans l'œuvre de Dalí dans les années 1950 et 1960 : La Cène (1955), Corpus hypercubus (1954), Cœur sacré de Jésus (1962) et  Christ de saint Jean de la Croix (1952).
Salvador Dalí s'est représenté deux fois dans l'axe vertical : Il apparaît dans la lumière, au centre du tableau flottant les bras en croix, ainsi qu’au sommet du tableau. La curieuse figure, les bras et jambes écartés, vient d'une photographie truquée de Philippe Halsman qui illustrait le livre de Dalí Journal d'un génie. Le peintre y semble suspendu par deux gigantesques moustaches. Sous le Dalí du haut, des rayons lumineux sortent d'un petit nuage. Ils rappellent les quatre grands rayons qui croisent la toile en une gigantesque croix de Malte. Les rayons lumineux solaires sont un attribut traditionnel de la manifestation de la divinité. Les quatre membres de Dalí forment un rappel visuel des quatre rayons, la proximité des deux figures le montre clairement. Si les rayons montrent le miracle de la révélation divine, le peintre est le médiateur qui peut représenter et rappeler cette révélation.
L'arrière d'un wagon de chemin de fer (sans roues) est peint avec beaucoup de réalisme et de détails entre la tête du Christ et le petit nuage rayonnant. Le wagon plat porte une remorque spécialisée avec les numéros 997 et 605, un panneau rond de limitation de vitesse à 85, deux écriteaux, sur l'un PYRENEES ORIENTALES et sur l'autre PERPIGNAN. En bas, figure une plaque minéralogique : 229CE66.
Un sabot abîmé flotte dans l'espace près du flanc gauche du Christ.
Le tableau de L'Angélus de Jean-François Millet représenta  une des principales obsessions visuelle du peintre. Sur ce tableau il représenta trois fois les personnages principaux de cette toile. À gauche, ils sont présentés dans le même ordre que dans le tableau original, flottant dans l'espace, chacun au-dessus d'un sac de pomme de terre. À droite les deux personnages sont dans une attitude de sodomie caractéristique évoquant la forme de la brouette. Derrière les personnages en prière, leur sexualité est à peine cachée. Selon Robert Descharnes et Gilles Néret, ces deux attitudes opposés des mêmes personnages sont une opposition de la prière et de la luxure.
Entre les deux personnages de L'Angélus et le Christ, les deux silhouettes doubles sont la dernière évocation des personnages de L'Angélus. À gauche, le couple portent un sac de pommes de terre d'allure phallique sur la brouette du tableau de Millet.
Un personnage d'allure enfantine regarde le Christ depuis le bas de la toile. On reconnaît la coiffure caractéristique de Gala, égérie du peintre. Derrière elle, et au premier plan du tableau, une brouette vue de dos porte un cinquième et dernier sac de pommes de terre. Sur le bas du tableau s’étend une mer calme sur laquelle navigue une barque, référence picturale habituelle au petit port de pêche de Port Lligat où résidait le peintre et qui servit de décor à nombre de ses toiles.

### Composition
Le tableau possède plusieurs axes de symétrie. Verticalement, l’axe de symétrie (composé de la superposition de Dalí lui-même, de la locomotive, du Christ, de Dalí à nouveau et de la femme qui tourne le dos) forme une séparation entre le bien et le mal (voir la description). Diagonalement, les rayons de lumières, qui prolongent les bras et les jambes de Dalí forment quatre zones : la locomotive et Dalí (haut du tableau : inspiration du tableau), le respect et le travail (zone gauche : les valeurs), la luxure et le deuil (zone droite :les péchés et les malheurs), la barque sur la mer (bas du tableau : la mort).
Composée de couleurs terreuses allant du brun le plus foncé au jaune le plus clair, la palette est également composée de tous les mélanges et dégradés que permettent ces deux couleurs.
Au centre du tableau, la croix irradie tout l’ensemble : c'est là que la lumière est la plus vive et la plus intense. Les rayons qui se propagent montrent l’éclat et la puissance de l’homme malgré la mort qui le guette.
Les éléments ressortant du tableau (la plaie, Dalí, la locomotive) sont dessinés de manières nettes, tandis que le Christ, les valeurs et les péchés apparaissent moins clairement, leur contours étant moins prononcés et leur couleur se confondant avec l’arrière-plan.

## Interprétations possibles
Le sacrifice du fils est transposé sous les traits du Christ en croix, avec sa couronne d'épines, flottant au centre de la composition. La plaie sanglante du Christ est associée à la fourche du paysan (sur la droite) qui s'enfonce dans la terre (rituel de fécondité). Sur le bas du tableau s’étend une mer calme sur laquelle navigue une barque, symbole antique du passage de la vie à la mort, ce qui renforce encore le thème du  sacrifice du Christ. Au-dessus de la mer, une femme présentée de dos assiste à toutes ces scènes, immobile, rappelant ainsi l’impuissance de l’homme face à la mort, symbolisée non seulement par la sanglante blessure du Christ, mais également par Dalí, qui, bras et jambes écartés, semble chuter vers nulle part. Sur le haut du tableau, une locomotive surgit de nulle part (caractéristique du surréalisme) et rappelle un des thèmes centraux du tableau, la gare de Perpignan. Sur la gauche du tableau, sont incarnées des valeurs (le couple portant les sacs de blés incarne le travail, et l’homme en position de recueillement incarne le respect), tandis que sur la droite du tableau sont incarnés les péchés et les souffrances (l’homme et la femme représentent la luxure, et la femme le deuil).